# Појавни облици медицине у средњовековној Србији
Појавни облици српске медицине у средњем веку представљају хронолошки приказ развоја медицине, као дела историје српског народа и његове културне баштине, од доласка српских племена на Балкан, до потпадања под власт Османлијског царства. Историје медицине као део културе српског народа, није скуп „мртвих чињеница“ написаних на папиру и сачуваних у материјалним збиркама, јер се медицина у Срба непрестано развија и преплитала са променама на Балкану и Европи које су често одређивале њену будућност и појавне облике у складу са светским историјским оквирима средњовековног периода.
Традиционална медицина у српском народу има дугу историју, која сеже још из периода пре доласка словенских племана на Балкан, и зато су њени појавни облици збир вишевековних знања, вештина и на пракси заснованих теорија, веровања и искустава, пореклом из различитих култура. Без обзира да ли се њихови принципи који се користи у одржавању здравља, превенцији, дијагностици, побољшању или лечење физичких и менталних болести могу објаснити или не, они су уграђивани у све појавне облике српске медицине. Тако, појединачно гледано сваки од појавних облика српске народне медицине настајао и развијао се на традиционалним и целовитим системима теорије и праксе који су се развијали независно или паралелно са званичном медицином. Како су се многи од ових система користили, у појединим земљама у окружењу Балкана, знатно пре настанка званичне медицинске праксе, Срби су једним делом те системе преузимали и уводили у своју медицинску праксу. Зато се медицина средњовековне Србије нужно мора довести у везу са медиицинским искуствима Византије, чија је традиција у лечењу била прихваћена као најефикснија на ширим просторима Балкана. Био је то историјски период у коме је Византијска култура предсваљала јединство најбољих античких вредности и хришћанске вере. Инсистирања неких историчара српске медицине, на томе да су Срби прихватили медицинска знања са Запада највероватније неодржива, пре свега што је Запад у том периоду имао развијену мрежу школовања медицинских стручњака, док је у Византија стицање медициних знања било на нивоу заната, који су изучавали они који су се овим послом бавили као лекари или послужиоци болесника. Према овим сазнањима можемо рећи да главни појавни облици српске медицине настали на основним знањима и искуставима преузетим из византијеске културе. Међутим и поред великог утицаја Византије, Западна медицина је и те како омогућила српској медицини да стекне значајна практична искуства, док су помоћне медицинске науке имале карактер византијске школе. Прве тековине медицине Запад стизале су у Србију за време владавине Стефана Дечанског преко лекара школованих у Италији (Салерну, Падови, Болоњи, Венецији, Ферми и Риму), потом и оних школованих у Монпељеу у Француској. Лекари са Запада, у Србију се најчешће су долазили преко Котора и Дубровника.

## Услови који су владали у средњовековној Србији
Мала, прво паганска, а потом сељачка и сиромашна земља, са масовном неписменошћу; социјално хомогено друштво, са аутократском влашћу; чести унутрашњи преврати и спољни ратови и хомогенизујућа идеја ослобођења и уједињења српског народа у границама средњовековне српске државе покушавале је да вековима апсорбује ионако мале материјалне и умне снаге. Нажалост у таквим условима, места за улогу умних људи у универзалном значењу тога појма, није било. Улога умних људи у средњовековној Србији до изражаја је дошла тек по доласку династије Немањића на престо. Да би два века касније, тј. по доласку Османлија на власт, у наредних 500 година у поробљеној Србији улоге умних људи у универзалном значењу тога појма, није било.
Заправо, у свим генерацијама средњовековне Србије, умни људи су, у исто време, вршили улоге која припада различитим епохама (писали књиге, уставе и законе; преводили; организовали установе и институције државе и друштва; стварали политичке партије; учествовали у власти; било као критичари и апологете, често и једно и друго на смену) - не доспевши до улоге човека знања, који стоји ван сукоба, да би, својом мишљу, омогућили њихово разрешење без насиља.
Подаци о медицинским знањима старих Словена, пре и непосредно после њиховог доласка на Балкан су непотпуна и непоуздана, због недостатака историјских извора. Материјални трагови који постоје, према, писању историчара медицине Реље Катића односе се углавном на веровања о узроцима болести и о коришћењу гатања у лечењу.
По извештајима цара Маврикија (582—602): Словени су по досељењу на Балкан знали за припремање биљних отрова за стреле, а по налазима из некрополе у Бајиној Башти и за хируршке интервенције, на пример, за трепанацију лобање (или отварање лобање које се сматра једном од најстаријих познатих хируршких интервенција, ради одстрањивањан гнојне или крвне скупине, комадића костију или страних тела.
По доласку на Балканско полуострво Српска племена су била раштркана и подељена по многим областима јер прво нису имала сопствену државу, а потом се и прва српаска држава под династијом Властимировићи распала. У таквој организацији живота нису постојали потребни предуслови за „долазак“ медицине са стране или из непосредног окружења ( Грчке, Античког Рима, Југа Африке...).
Становништво су у том периоду лечили народни лекари, самоука лица, лаици (међу којима је било и варалица). Спас за своје болести и болести својих најближих тражен је у враџбинама, молитвама, остацима паганских ритуала и евентуално у „лекарушама“.
Оно што се сигурно зна, је чињеница да су стари Словени прихватили многе обичаје и начин живота староседелаца Балканског полуострва, посебно у оним областима где су постојали прописи о комуналној хигијени (Котор, Будва, Домавиа), као и прописи о уређењу кланица, исправности водовода, чистоће у граду што је наслеђено из периода доминације Римљана. Ово се посебно односило на медицинску епидемиологију и њеног дела о превенцији ширења заразних болести, у чему је посебно предњачио Антички Рим.
Под утицајем Византије, догодила се важна промена у српском народу, која ће имати један од прворазредних значаја у његовој будућности у средњев веку: када почиње процес напуштања паганства и примање хришћанства као званичне вере, а са њом и прихватање културних и медицинских тековина Византијске цивилизације. Тада српска медицина као и њена култура потпада под оне источноевропске или византијске цивилизације које дуго, све до пропасти византијске државе нису делиле судбину медицине на Западу, па нису могле ни имати етапе у развоју аналогне онима у немачкој, француској, енглеској или италијанској средини, иако се многим историчарима медицине ове чињенице не свиђају и покушавају да их оспоре, везујући српску медицину и за Исток и за Запад.
Српски народ као и њена медицина од доласка на Балкан никада у историји није имао јасно одсечене етничке и културолошке границе. Он је прво у средњовековној историји прво био подељен између Византије и Запада, а много векова касније и између две велике империје Хабзбуршке и Османлијске.
Тек са оснивањем јединствене српске државе, 1166. године, од стране великог жупан Стефана Немање и њеног јачања за време краља Милутина и цара Душана, медицина је равноправно заузимала своје место у општем кретању промена у друшту, доживљавајући, заједно са њим, своје успоне и падове.
Српска медицина у средњовековном периоду, иако није имала својих школованих кадрова, користећи се достигнућима староседелаца Балканског полуострва и уз уважавање најауторитативнијих средњовековних прегалаца Византије, а нешто касније и Запада, пружила је свој максимум у здравственој заштити српских племена. У том периоду медицина је била мешавина магијске, анимистичке, теургијске, народне медицине, а по доласку на власт Немањића и манастирске медицине.

## Магијска медицина
Прве зачетке традиционалне медицине код Срба налазимо у магијској медицини. Магијска медицина била је веома раширена и у српским земљама, а неки њени елементи задржали су се све до данашњих дана. Према њеним схватањима, изазивачи обољења код људи и животиња су зли духови који могу да се уклоне посредством добрих духова наклоњених човеку. У том циљу, биле су потребне мистичне радње како би се удаљили зли духовови од човека јер је тек након њиховог одстрањивања могло настати болесниково оздрављење. Отуда су магијски обреди, састављени из мистичних радњи и праћени изговарањем тајанствених речи, били саставни део лечења у апокрифној верској медицини.
Овај облик лечења био је заснован на магији – чаролији, враџбинама, вештини потчињавања вољи тајанствених сила природе, духова и демона, или веровању да човек својим речима и чинима може утицати на ток природних догађаја, па тако и на ток болести и заштиту од њих. За лечење магијским обредима, коришћене су многе мистичне радње, које је пратило изговарањем тајанствених речи.
| „ | Тако, на пример, код лечења од уједа змије најпре је уливана вода у нови лонац и над њим је читана молитва, па су затим вршени покрети ножем уз петоструко изговарање следећих разумљивих и неразумљивих речи: „еврисен, еврисен, потиано, кетисера, поропрокети, порометато, саваот, да вскрснет бог и разидут се врази јего и да бежат от лица јего ненавидештије јего”. Осим речи словенског порекла, наше магијске формуле садржавале су, поред разумљивих, и неразумљиве речи источног порекла – грчке, персијске и јеврејске – док је њихова садржина у већини случајева била нелогична. | ” |

Гатање које је имало магијски карактер, много је коришћено за оздрављење болесника, и заштиту од болести. У ову сврху служили су списи као: Рожданик, Трепетник, Громовник, Лунак, а најстарије познати списи потичу из 13. века и садржи упутства за гатање. Поред упутства садрже и кључ за гатање у облику крста. Гатало се понекад и из погрешних побуда да здрава особа оболи или да се болесном погорша стање.

## Анимистичка медицина
Анимизам има битну улогу у старој митологији словена, јер где год би видео нешто што се креће, претпоставио би постојање свесног посредника, па ја тако многе неживе ствари обдаривао разумом, тј приписивао је свестан живота природним предметима или појавама.
Такође, старославенска митологија се одликовала изузетним поштовањем дрвећа и животиња, за које се сматрало да су старији и мудрији од човека, и зато су они поштовани као човекови преци. Постојали су и тачно одређени нивои тотемских животиња, а свако словенско племе имало је свог тотемског заштитника.
Тесна веза се може пронаћи и између старе словенске митологије и погребних обичаја и обреда, као и култа праотаца или клана. Од најранијих времена, посебан култ у породичној колиби словена, посвећен је духовима предака.
На анимистичком схватању и веровању да нека невидљива духовна бића, тзв. аниме (анима – душа, дух), утичу на судбину човека па тако и на његов живот, здравље и болест, заснивала се анимална медицина. Анимизам је у овом периоду српске историје основа објашњења и схватања етиопатогенезе многих стања и болести у човековом организму. Истовремено, њима нису били непознати ни поједини рационални узрочници болести, као што су, на пример, тровање, повреде, неправилна исхрана, метеоролошки узроци. Ипак, Словени су били више наклоњени веровању како су најчешћи узрочници болести заправо магичне природе, и да је основ животних појава душа, односно дах, а носиоци животне снаге су сокови, посебно крв.
Шта је то анимизам?
Анимизам (лат. animus), је схватање да поред видљивих облика, предмета и бића постоје и невидљиви, односно добри и зли духови, који могу да улазе и излазе из њих.
 Према Тејлору (Sir Edward Burnett Tylor, 1832 – 1917), класичан анимизам се састоји од приписивања свесног живота природним предметима или појавама и традиционално је приписутан у малим, примитивним друштвима (каква су била и српска племена по доласку на Балкан), али и у свим главним светским религијама.
| „ | Према Ерику Диркему (Елементарни облици религијског живота), како су људи још од давнина настојали објаснити појаве и промене тих појава у њиховој околини и тиме свет око њих, чије природне токове нису могли разумом обухватити нити научно објаснити барем они су их сместили под окриље религије која би те нејасноће учинила иоле прихватљивијима за људе какви су били унутар првобитних заједница. | ” |

На основу наведеног и поткрепљеног објашњењем Диркеа, може се сматрати да је анимизам најпростији облик религијског живота, који се не може објаснити посредством других религијских система, карактеристичног за првобитне, примитивне људске заједнице.
Српски народ, као и већина малих народа у том периоду друштвеног развоја, био је читавом својом псхичком структуром окренут ка анимистичко гледању и расуђивању свих природних појава око себе. У том и таквом гледању и расуђивању налазило најбољи и најприхватљивији ослонац за откривање узорка болести и пронажење метода успешног лечења. Како су Срби у том периоду били још потпуно у оковима анимистицког сватања, они су у тим болестима гледали некакве више тајанствене силе (демоне), који вршљају по његовој унутрашњости и проузрокују бројне тегобе и болести
Како окован начелима анимизма, човек није разликовао саму болест и њен узрок, он није могао да утврди ни директну повезаност између узрока (етиолошких фактора) и болести. Тако су нпр. Срби, у паганском периоду своје историје веровали да се човек разболи од беснила када у њега уђе злодух „Бес“, или да болест настаје када у човека уђе демон, или Зао дух. Или кад се на њега окоми вампир вештица, зла вила и речни дух или, вукодлак. Потврду о таквом схватању натприродних узрока болести имамо у врло раширеном веровању српског народа да је свака болест, од бога, да је тако „суђено“ или „записано“, те да заразне и друге теже болести долазе „ветром“ (куга, колера, богиње итд.)
Веома често је српски народ је у народној медицини и фармацији користио називе демонских животиња тј различите називе за болести давао је према имена извесних животиња (жаба, гуштер, вук, јарац, коза, рак итд). Понекад је болест носила животињске име на основу њене сличности са болним осећања болесника и извесних симпптома болести које су уочљиво код именованих животиња, нпр., изједање (црв), глодање (рак), уједање (мрави), убадање (паук), а то је случај са болестима, које се зову: црв, рак, мрави, паук.
Основни принципи српске анимистичке медицине
Пошто су узрочници болести неке више силе, природно је да они могу да се уклоне такође само неким другим вишим демонским силама, па отуда у циљу лечења српски народ је прибегавало врачању, бајању, чарању, као најуспјешнијим методама за оздрављење.
У овом периоду, а и доста касније у позном средњем и новом веку Срби су сматрали да се речима и поступцима може утицати на етиолошке фалторе болести (узрочност у природи). Зато су лечење заснивали на ритуалима и техникама чији је циљ био да се умилостиве духови – аниме, зли дуси који угрожавају здравље и живот.
Лечење болесног се по тим начелима заснивало на „белој и црној магији“. Ритуално магијским радњама „беле магије“ призивами су добри духови да помогну у лечењу болести а ритуалним магијским радњама - „црне магије“, да истерају зле духове из болесника. У ту сврху најчешће су се користиле молитве против ђавоље работе, напасти вилинске, против нечастих духова, против завадљиваца и урока, код болести срца, против мора, чини и вештица, за лучење млека, или против рањавања стрелом или мачем.

## Теургијска медицина
Теургија (чин, чаролија, способност чињења чуда, видовитост), своје принципе лечења заснивала је на упражњавају молитве помоћу којих се покушавало заштитити здравље или постићи излечење болести.
Народ је вековима придавао значај сили излечења коју су поседовали поједини свеци (магијским комуницирањем са Богом) који су тако постали помоћници којима су се верници утицали на специфичне болести или тегоба. С једне стране се то се може обијаснити теургијским принципима, по којима је болест везана уз трансцендентално, а са друге чињеницом да против многих болести није било ефикасног лека ни лекара да помогне. Временом су тако неки свеци-заштитници, постали „специјалисти“ које је народ призивао или уско везовао уз одређене болести. Тако се нпр. св. Вид сматрао заштитником од очних болести. Популарности светаца доприносиле су молитве, народне изреке, али и заветне цркве и капеле са иконографским приказима на њиховим олтарима.
У теургијској медицини посебно је био цењен наменски исписан (преписан) текст или запис, дотеран, украшен или аранжиран према посебним правилима, који се стално носи са собом. Запис има далеко већу снагу од речи или молитве која се изговори наглас или усеби. Он са материјалном подлогом на којој се налази, зависно о знању и вештини аутора, често представља и уметничко дело према којем власник има посебан однос. Делотворне моћи таквих записа и веровање у њихов учинак, систематизација знања о мистичним својствима слова која се штампају, појединачно, у речима или целим реченичнима, представљају један од феномен или облик народне или теургијске медицине. Уопштено гледано може се рећи да било који текст надахнут односом човека према светом тексту, има свој теургијски смисао и циљ.

## Етномедицина или народна медицина
Сиромашан српски народ у преднемањичком раздобљу, лишен лекара и апотекара, сналазио како је знао и умео. Највише су га лечили народни лекари и апотекари, и велика количина разноврсног лековитог биља које успева у српским крајевима. То је условило снажан развој народне фармације која је ухватило дубок корен у српском народу. Као главни конкуренти црквеним лекарима, тео-зофима и теолозима који су се сматрали чуварима хришћанског морала народни лекари и апотекари били су традицијом "образовани" људи из сеоског друштва (народни лекари) који су преносили са колена на колено знање о природним процесима, људској и животињској анатомији, старим обичајима и ритуалима и начинима борбе са болешћу и другим проблемима, а које је било дубоко укорењено у свести и поштовању ширег, неуког и неписменог становниства.
Тако је настала српска етномедицина или народна медицина као скуп искустава и њихове практичне примена на очувању здравља, продужењу живота, спречавању и лечењу болести које је сам народ открио. Ова знања су стицана искуством и преносила су се са поколења на поколење, прво усменим, а потом и писменим путем. То је искуствена, емпиријска медицина, до извесне мере и стручна, али често прожета мистиком, сујеверјем, и конзервативним идејама, што је давало простора да се у оквиру ње инфилтрира магија, надрилекарство, шарлатанство које је понекад народу било тешко одвојити једно од других.
Многи појединци разних занимања бавили су се „лекарским и апотекарским“ послом. Они су обично стечена знање чували у појединим породицама, и тако их наслеђивали. У прво време већином су то биле старије жене, које су знале да сакупљају лековито биље, да га кувају и од њега припремају лек за поједине болести, или мелем за лечење рана.
Пошто народ није имао материјалних могућности да се лечи од стручних лекара, којих реално гледајући није ни било, народна медицина и фармација одиграла веома важну улогу у свим историјским периодима средњовековне српске државе, као и за време турске владавине.
У српској народној медицини биљни свет је играо важну улогу не само у лечењу болести већ и у изазивању „биљне опојности“ и „стања заноса“, које су се не тако често завршавала и смрћу (тровањем). За народне лекаре свака трава је за нешто добра (за неку болест), а биљке су у народу биле цењене и због њихових карактеристика или непосредног утицаја на живот или смрт, што је код примитивних особа било отелотворење више силе. Отуда почиње и широко интересовања и љубав према вегетацији, припадника народне медицине али простог човека.
Као и код многих других народа тако и код српског народа постоји веровање да се душа умрлога смешта у вегетацију - у дрво и уласком душе у дрво, оно уједно прима извесне људске особине. Схватање о вегетацији, односно дрвету као седишту умрлог, ствара у њему уједно и представу о дрвету, односно вегетацији као извору живота.
Обожавање дрвета заузима значајно поглавље у митологији и историји српске народне медицине која је била у узајамној вези са религијом. Тако су настале букве, храстови и липе, са записима на овим дрветима за време ношења крстоноша у одређеним празницима. Затим култ „бадњака“, који се и додас задржао у срском народу, и други слични обреди око дрвета, заправо су видне симболи обожавања вегетације.
Многи пагански празници старих Словена (који су знатно касније претворени у хришћанске), везани су за култ вегетације: Ивањско плетење венаца од пољског цвећа, Ђурђевдански обичаји са сличним венцима и брањем трава, духовни празници са кићењем кућа лиснатим грањем „биљани петак“ и брањем лековитих трава и други празници везани за обожавање вегетације, указују нам да је психа човека интимно била везана за вегетацију.
Свака биљка по записима и предању из нардоне медицине може човеку да донесе добро и зло, болест и смрт као зло. Божански дух у биљу може да одбрани човека од болести и смрти. Треба само добро познавати врсте биљака и искористити њихову снагу у заштити човека од болести тј. добро познавати којом се биљком може лечити болесна особа, а којом се може здрав човек заштити од болести. На том познавању стеченом кроз вишевековно искуство преношено „с колена на колено“ заснивала се и народна медицина српског народа.

## Манастирска медицина
Манастирска медицина спроводила се у српским манастирима и њиховим болницама и школама. Иако није у техничком погледу била дорасла изазовима лечења она је максимално користила хришћанско човекољубље као основу своје делатности, што ће у наступајућим вековима помоћи медицини да постане једна од вештина која је помагала човеку не само у физичком превазилажењу проблема болести, него је у болеснику стварала осећај сигурности и припадања заједници.
Историјски посматрано, српаска медицина која данас има традицију дугу 800. година, своје дубоке корене везује за сина великог жупана Стефана Немање - Растка, који се умонашио под именом Сава, а касније проглашен за свеца (Свети Сава). Он не само да је имао смисла за практично и прагматично, већ је поседовао и одличне организационе способности. Свети Сава је је током боравка у Константинопољу 1198. године посетио византијског цара Алексија III и Порфирну палату са породилиштем и болницу при манастиру Свете Богородице Евергетиде, и након стечених искустава и знања, и по угледу на ову болницу, основао прву и најстарију болницу у Срба, болницу у Хиландару 1199. године. Болница која је у почетку имала 8 постеља. била је намењена за лечње оболелих калуђера.
Манастир Хиландар и болница у њему сматрају се и најстаријим школом за стицање медицинских знања и вештина. У њој је 1200. године је Сава написао Типик Болнице, такође по угледу на Типик цариградске болнице. У глави 40. Хиландарског типика „О болници и работајушћех болем“, био је детаљно регулисан рад болнице. Болница је имала послугу, грејана је а болесни су имали бољу храну. Лекови су справљани од лековитих биљака сакупљаних у околини манастира, или гајених у манастирској башти од семена које је Сава донео са својих путовања по Блиском истоку. Скоро сви српски краљеви великодушно су помагали болницу у Хиландару, а највише су то чинили краљ Милутин, цар Душан и кнез Лазар. За време боравка у Хиландару са царицом Јеленом и сином Урошем, 1346. године, цар Душан је наредио да се болници у Хиландару сваке године даје по 200 венецијанских перпера, како би болница била проширена са 8 на 12 постеља и поклонио јој је чамац за излов рибе. (15. априла 1406. у повељи деспотице Маре Бранковић о манастиру Хиландару говори се и о смештају губаваца у манастирској болници).
Манастирске болнице су углавном биле интерног облика и нису виђене као опште болнице или прихватилишта за лепрозне или хендикепиране, који се у средњовековном документима обично називају „хромци и слепци“. За такве намене подизана је друга врста прихватилишта, која се могла налазити близу већих манастира или градских и привредних центара, где је становништво било релативно густо насељено. Познато прихватиште за негу лепрозних подигао је недалеко од своје задужбине манастира Дечани, краљ Стефан Дечански (1321–1331). Деспот Стефан Лазаревић (1389–1427) је издашно помагао лепрозне, док је у XV веку био познат и лепрозоријум у близини рударског центра Сребрнице. У Котору се крајем средњег века такође налазило једно уточиште за лепрозне и забележено је постојање више болница и прихватилишта, као што су Хоспитал Св. Крста или Хоспитал Св. Духа. Оваква склоништа за болесне била су такође снабдевена лековима и мелемима, које књижевно на-дахнути Цамблак назива „мирисна мира ради хлађења огња који се диже“ у телима лепрозних.
Манастир Хиландар и његова болница уједно се сматрају и најстаријим школом за стицање медицинских знања и вештина у Срба.
Као оштар противник надрилекарства, Сава је све више јачао и улогу државе на очувању и унапређењу здравља, па је тако његовим залагањем настао већи број прописа који су ограничавали употребу магијских ритуала и враџбина у лечењу становништва.
Године 1208. или 1209. по угледу на болницу при манастиру Св. Богородице Евергетиде у Цариграду и болнице у Хиландару, Свети Сава је основао је прву болницу на тлу Србије, у манастиру Студеница. Болница је била намењена лечењу манастирских монаха а вероватно и радника ангажованих на изградњи манастирске цркве и конака, а по неким изворима и лечењу сељака ангажовани на манастирским имањима. Болница се налазила на јужнојстрани Богородичине цркве и конака и у свом саставу имала је и башту за гајење лековитих биљака. Била је то прва болница на тлу Србије. Болница се састојала од једне, а према потреби и 2 собе у конацима. Биран из редова монаха, болницом је руководио управник, који је био је емпирик, отресит, искусан и писмен монах, који је добро познавао лековите трава и евентуално грчки језик што је било пожељно.
Болнице су потом, оснивали Стефан III Урош Немањић у Дечанима између 1327 и 1335. године, цар Душан у манастиру Св. Арханђел код Призрена 1342. године (која је имала двадесет постеља), Кнез Лазар у Раваници 1381. године, цар Душан у Котору 1350. године, а деспот Стефан Лазаревић у Београду око 1390. године. Болнице се подижу и ван граница средњовековне Србије, осим у Хиландару, краљ Милутин је основао две болнице: у Продромовом манастиру у Цариграду 1308. године и у манастиру Св. Арханђела у Јерусалиму 1315 године.
Пре неколико година, приликом археолошких ископавања на локалитету манастира Светог Георгија у Дабру, касније познатог као манастир Ораховица у Мажићима, смештеног на левој обали Лима, откривена је манастирска болница. Реч је о манастиру који је већ почетком 13. века био угледно и важно монашко средиште српске државе, а касније је имао бурну историју, па је 1732. године био сасвим порушен.
За време владавине Стефана Дечанског у Србију почињу да долазе први лекари школовани у Италији (Салерну, Падови, Болоњи, Венецији, Ферми и Риму), потом и они школовани у Монпељеу у Француској. Лекари са Запада, најчешће су долазили преко Котора и Дубровника, градовима који су у том периоду одржавали интензивне трговачке везе са градовима Италије. Од 14. до 16. века у Србију је повремено долазило или у њој стално радило најмање 49 страних лекара и 26 апотекара, међу којима је било и оних који су до краја живота остали у Србији. Тако је на простору Србије у 14. веку било 15, у 15. веку 30 а у 16. веку 14 лекара.
| „ | Тако се у члану 20. и 109. Душановог законика врло јасно наглашава да се предвиђају строге казне против оних који се баве враџбинама...јер се медицина у средњовековној Србија базирала на научним изворима. | ” |

Доласком страних лекара у Србију, од времена краља Стефана Дечанског, поступно је започео процес слабљења утицаја византијске медицине и све већи раст утицаја западне медицине на српску медицину. Овом трансформацијом српска медицина у 14. и 15. века, она се више није значајније разликовала од италијанске и француске медицине. То је било јако важно, имајући у виду да је византијска медицина почела све више заостајати за Западном Европом због лошијег начина образовања у њиховим медицинским школама. У византијским медицинским школама настава је била организоване као учење заната, уз рад у болници са својим професором, тако да су ученици били само „боље или лошије копије својих учитеља“. За разлику од византијских школа новоосноване медицинске школе на Западу Европе биле су праве образовне установе у којима је рад био организован на савременији начин са бројним медицинским предметима.
| „ | Тако се у члану 20. и 109. Душановог законика врло јасно наглашава да се предвиђају строге казне против оних који се баве враџбинама...јер се медицина у средњовековној Србија базирала на научним изворима. | ” |

У том периоду само је хирургија у Србији, осим у српском приморју, заостајала у начину збрињавања болесника, јер се углавном сводила се на пуштање крви и лечење рана. На то су највероватније утицали медицински приручници сачињени махом од прерађених списа античке и арапске медицине, које су избегавале хируршке интервенције и патолошка стања у организму тумачиле као поремећаје настале у равнотежи сокова.
У том периоду зачети су и први покушаји писања медицинских књига тзв лекаруша. Анализа српских лекаруша показује да су оне у свој садржај унеле трагове разних традиција и система: од старе словенске традиције поступака исцељивања, преко хипократизма, римске, византијске и арапске медицине, до западне средњовековне посебномсалернитанске надградње. Средњовековне и ранонововековне лекаруше откривају се као свет у којем се сјединила медицина, религија и књижевност, негујући у њима и полифункционалну средњовековну српску писану реч.
О српским лекарима из тог периода има мало података. У дубровачким званичним књигама као Срби лекари помињу се: Првослав (1298), Менче из Бара (1330), Милчин из Призрена, који се помиње у новембру 1349. године, потом неки Оберко, иначе стручњак за киле, који је у дубровачкој канцеларији 1382. године склопио уговор с Влахом Стојиславом Поповићем за хонорар од шездесет перпера.
У средњовековној Србији, најчешће у саставу болница постојале су и апотеке, углавном у приморским градовима, где су нпр службу апотекара у Дубровнику и Котору обављали најчешће странци, придошлице са Апенинског полуострва.
У Дубровачкој републици виђенији људи су водили рачуна о јавном здравству јер су поред разних хоспитала (нпр. „Domus Christi“ основаног 1347, који је у свом саставу је имао и апотеку) основали и посебне апотеке, и службу за изношење мртвих из града „кацаморти“ која је највише радила током епидемије куге и других преносивих болести. Карантин, који је и данас обавезан при свим епидемијама у Свету, био је производ управитеља дубровачке владајуће властеле. Поред тога постојао је и лепросариум.